# Eucynortella pauper
Eucynortella pauper is een hooiwagen uit de familie Cosmetidae.